# Нифонт (Фомин)
Епископ Нифонт (в миру Николай Петрович Фомин; 7 мая 1885, Кирилловский уезд, Новгородская губерния — по-видимому 1937) — епископ Русской православной церкви, епископ Череповецкий.

## Биография
Родился в семье священника Преображенской Липникской церкви Кирилловского уезда.
Получил образование в Новгородской духовной семинарии.
В 1906 году поступил Московскую духовную академию.
3 апреля 1910 года, обучаясь на IV курсе академии, пострижен в монашество и вскоре рукоположен во иеромонаха.
В том же году окончил академию со степенью кандидата богословия и назначен учителем в Соловецкий монастырь.
С 18 июля 1911 года — преподаватель Тифлисской духовной семинарии.
С 10 сентября 1911 года — преподаватель Саратовской духовной семинарии.
С 28 августа 1912 года — смотритель Петровского духовного училища в Саратовской губернии.
23 апреля 1918 года хиротонисан во епископа Балашовского, викария Саратовской епархии.
В 1919 и 1921 годах подвергался репрессиям. Назначение его в 1919 году епископом Череповецким, викарием Новгородской епархии, не подтверждается документально.
С 1919 по 1920 годы жил в селе Красная речка Саратовского округа.
С 1921 по 1927 года жил в Сталинграде. В 1921—1923 годы придерживался политического нейтралитета. Несмотря на это, он и его немногочисленные сторонники подверглись репрессиям. 21 июля 1922 года постановлением обновленческого ВЦУ был уволен на покой «за консервативное направление».
С 1922 года — епископ Могилёвский.
В 1925—1927 годах — епископ Сталинградский.
В 1927 году — епископ Вязниковский. С мая по сентябрь 1927 года временно управлял Владимиро-Суздальской епархией.
В сентябре 1927 года назначен на Владивостокскую кафедру. В связи с начавшимися протестами и выступлениями духовенства против декларации митрополита Сергия и его церковной политики в мае 1927 г. во Владивостоке была арестована группа духовенства «за контрреволюционные выступления во время богослужения». Задержанию подвергся и епископ Нифонт, содержавшийся некоторое время во Владивостокской тюрьме, а затем переведенный в Москву в Бутырскую тюрьму, где ему выбили все зубы. В июне 1928 году он был освобожден и «вышел на покой».
В 1928—1929 годы «без должности, проживал в городах Камышине и Пензе». В Пензе проживал на иждивении у своего друга епископа Кирилла (Соколова).
26 мая 1929 года назначен епископом Череповецким.
20 июля 1929 года посетил Ферапонтов монастырь.
По-видимому, одновременно с Череповецкой епархией управлял Кирилловским викариатством, где в тот период не было своего епископа.

Слава о Нифонте все росла из года в год. Благочествивые богомолки и кликуши, сравнив целую сотню всяких иереев и епископов не находили ни одного, хотя бы на йоту похожего (по благочестию) на Нифонта… Почему с уст верующих не сходят слова, что он, Нифонт, «спаситель веры Христовой»? Объясняется дело очень просто. Нифонт является одним из ярых приверженцев тихоновской церкви, ему костью в горле стоит советская власть. Он, что называется изболел «телом и душой» о всех тех, кого Октябрьская революция вымела железной метлой с доходных мест. Все жаждущие скорой гибели советской власти группировались около Нифонта… [В Череповце] всенощные Нифонт служит пышно и рьяно, молясь за советских врагов, вспоминая не один десяток князей и княгинь, называя их «страстотерпцами». За обеднями молится во всеуслышание «о братиях наших в темницах, заточении и изгнании сущих». Это в переводе на простой язык означает, что Нифонт молится о всех контрреволюционерах, высланных советской властью.
— Фрагмент статьи из атеистической газеты «Коммунист» (г. Череповец)
В 1932 году арестован. Упоминается в судебном деле белозерского духовенства 1937 года, по которому было расстреляно около 100 человек в Левашовской пустоши.

## Сочинения
- Нифонт (Фомин), иером. Святитель Иоанн Златоустый как нравоучитель // БВ. 1911. С. 326—328